# La Vie fantôme
La Vie fantôme est un film canadien réalisé par Jacques Leduc, sorti en 1992.

## Synopsis
Un homme tente d'harmoniser sa vie entre sa femme et sa maîtresse.

## Fiche technique
- Titre : La Vie fantôme
- Réalisation : Jacques Leduc
- Scénario : Jacques Leduc et Yvon Rivard, adapté d'un roman de Danièle Sallenave
- Production : Roger Frappier pour Max Films Productions Inc.
- Pays d'origine : Canada
- Format : Couleurs - 1,85:1 (Panavision) - son Dolby -  35 mm
- Genre : comédie dramatique
- Durée : 98 minutes
- Date de sortie : 1992

## Distribution
- Ron Lea : Pierre
- Pascale Bussières : Laure
- Johanne Marie Tremblay : Annie
- Elise Guilbault : Ghislaine
- Gabriel Gascon : Lautier

## Récompenses et distinctions
- Festival des films du monde de Montréal :
  - Meilleure actrice
  - Meilleur film canadien

## Critiques
« La vie fantôme a relevé le défi de traiter un sujet dramatique avec beaucoup d'humour, et sans l'appui d'une action trépidante, à rester vivant à travers des scènes courtes, rythmées, des bons dialogues où se multiplient les effets de surprise »

— Odile Tremblay, 1993
.